# لمهادي
لمهادي هي جماعة قروية في إقليم تارودانت بجهة سوس ماسة جنوب المغرب. وهي تضم 135 11 نسمة، حسب الإحصاء العام للسكان والسكنى لسنة 2014.

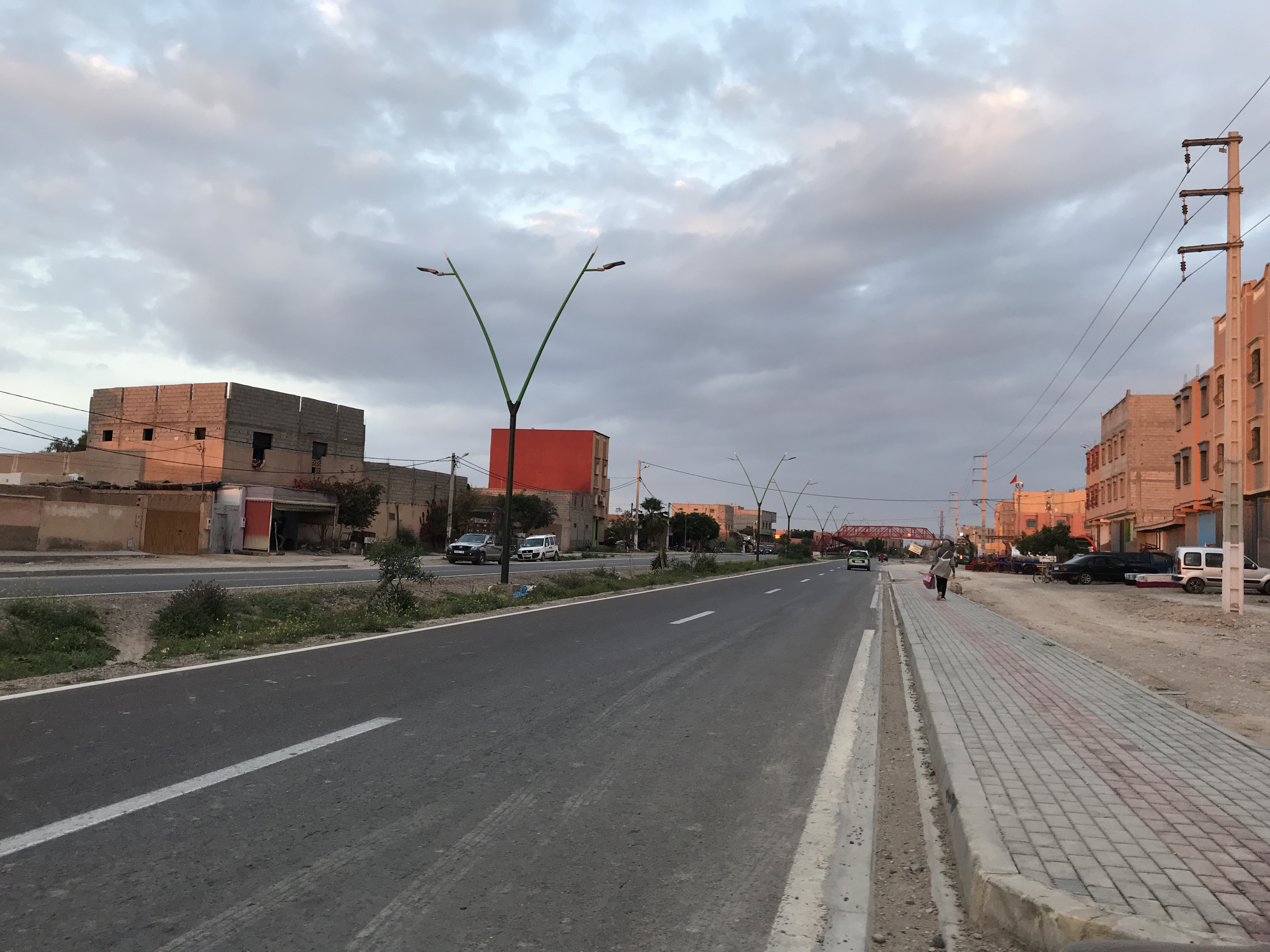
مركز جماعة لمهادي

## دواوير الجماعة
- دوار لمهادي (مركز الجماعة)
- دوار اللوز
- دوار أولاد امحمد
- دوار رحو
- دوار الضويو
- دوار الفيضة
- دوار الظهور
- دوار أيت بوتيلي

## التعليم
قائمة المؤسسات التعليمية في لمهادي:
- مجموعة مدارس (الدواوير: )
- مجموعة مدارس (الدواوير: )